# Облога Амбракії (189)

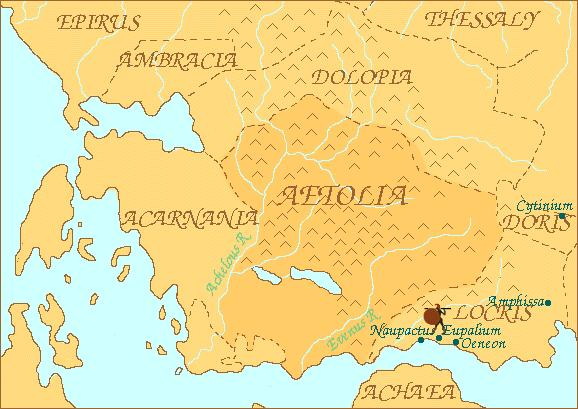
Західна Греція. Область Амбракії позначена на північ від глибокої затоки, що вдається у суходіл. Поряд позначено Епір, а на протилежному боці затоки — Акарнанію

Облога Амбракії (189) — головний епізод завершальної кампанії Етолійської війни, у якому римська армія зустрілась із впертим спротивом при спробі оволодіти важливим містом на північному узбережжі Амбракійської затоки.
У 191 р. до н. е. в битві при Фермопілах римляни розгромили сирійського царя Антіоха III, змусивши його втекти до Азії. Їхніми противниками на Балканах залишились лише етолійці, котрі займали ряд важкодоступних областей Центральної Греції. Вони були занадто слабими, щоб наважитись на польову битву із римлянами, проте чинили останнім та їх союзникам впертий спротив за стінами міст, наслідком чого стали облоги Гераклеї Трахінської, Ламії, Навпакту та Амфіси. Перші два міста вдалось узяти, проте у 190 р. до н. е. римський консул вирішив тимчасово призупинити підкорення Етолії та зосередитись на боротьбі з сирійським царем. Сторони уклали перемир'я, під час якого етолійцям так і не вдалось отримати від сенату прийнятних умов капітуляції, тоді як Антіох зазнав вирішальної поразки і більше не міг відволікати римлян від балканських справ.
У 189 р. до н. е. в Епірі висадилась армія римського консула Марка Фульвія, котрий на додачу до розташованих на Балканах загонів мав повноваження набрати 12 тисяч піхотинців та 600 вершників. Епірці переконували його почати з облоги своєї колишньої столиці Амбракії, яку в кінці 230-х років до н. е. під час Деметрієвої війни захопили етолійці (і утримали її навіть після Союзницької війни, незважаючи на вдалий напад з боку македонського царя Філіппа V у 219 р. до н. е.). У підсумку консул пристав на це, оскільки в околицях Амбракії було достатньо деревини для облогових споруд, поруч протікала річка Аретонт (наразі Арахтос), котрою могли доправляти припаси, а місцевість сприяла польовій битві, якби ворог наважився на неї та спустився з гір для допомоги обложеним.
Амбракія (сучасна Арта) лежала за кілька кілометрів від північного узбережжя Амбракійської затоки, котра відділяє Епір від Акарнанії та глибоко — на три з половиною десятки кілометрів — вдається у суходіл. З трьох сторін місто огинала згадана вище річка, тоді як з четвертої до нього підходив кряж, на завершенні котрого стояв акрополь. Епірці зайняли рівнину за Аретонтом, тоді як консул розмістив військо у основі річної луковини. Тут він поставив три табори — один з них облаштували на кряжі, а два інші у низині — та повів роботи з метою з'єднати їх валом та ровом, щоб унеможливити надання допомоги захисникам. В цей час етолійське ополчення зібралось у Страті (південніше від Амбракійської затоки на кордоні з союзною римлянам Акарнанією), звідки первісно збиралось вирушити до Амбракії. Втім, оскільки місто вже було частково заблоковане, сюди відправили лише загін із тисячі легкоозброєних вояків під командуванням Евполема. Останній вночі зміг увійти до Амбракії, обравши ділянку, де римляни ще не встигли звести укріплення.
Коли облогова лінія та машини були готові, консул наказав пробивати стіну одразу у п'яти місцях, три з яких знаходились поруч на рівному місці. Одночасно довгими тичинами із зачепами обвалювали зубці стіни. Захисники, в свою чергу, скидали на тарани свинцеві чушки, кам'яні брили та дубові колоди, тоді як тичини захоплювали залізними крюками та обламували їм зачепи. Крім того, і вдень і вночі з міста влаштовували вилазки.
Тим часом Нікандр, котрий командував етолійським військом, спустошив Акарнанію та замислив допомогти обложеним. Перш за все вислали п'ять сотень бійців під проводом Нікодама, котрі вночі змогли пройтись до Амбракії — десь проминувши караули непомітно, а десь пробившись із боєм. У заздалегідь призначену ніч захисники мали зробити вилазку, тоді як Нікандр мав напасти на ворожий табір. Дочекавшись обумовленого моменту, Нікодам повів бійців проти трьох поставлених на рівнині облогових машин, причому частина воїнів несла необхідні для їх знищення факели, смолу та інші горючі матеріали. Одразу загинуло багато вартових, проте на шум із табору почали прибувати римляни. Зав'язалась битва, особливо жорстока біля однієї з машин, де етолійців надихали Нікодам та Евполем. Якби Нікандр відповідно до попереднього плану вдарив з тилу, римське військо могло б зазнати великих втрат. Проте етолійський стратег із невідомих причин не став виконувати домовленого — чи то він злякався, чи то вирішив за краще надати допомогу мешканцям Амфілохії (невелика гірська область північніше Етолії), на яких напали союзні римлянам македоняни. Як наслідок, загони, що вийшли з Амбракії, були загнані назад у місто, хоча їм і вдалося перебити значно більше ворогів, аніж вони втратили вбитими самі.
Після провалу вилазки, з якою пов'язували великі надії, захисники почувалися зрадженими та втратили те бажання до бою, з яким ходили раніше на вилазки назустріч небезпеці. Втім, вони не припинили боротьби, проте тепер робили це з укрить. Коли ж через якийсь час римляни змогли пробити мури, причому в кількох місцях, мешканці потужно бились у проломах та зводили за ними нові фортифікації.
У підсумку консул вирішив перейти до тактики підкопу. Спершу це залишалось непоміченим для обложених, оскільки вийняту землю складували під прикриттям навісів. Проте коли кучугура піднялась настільки, що її помітили, захисники одразу почали рити навпроти. Підійшовши під стіну, вони вислухали напрямок де копають та, з'єднавши свій хід із ворожим, вступили у бій — спершу заступами, а потім униз стали спускатись озброєні воїни. Важка підземна сутичка тривала допоки римляни не почали перегороджувати хід матами та щитами. У відповідь захисники Амбракії  доправили під землю бочку, наповнену пташиним пір'ям. З однієї сторони її закрили залізною кришкою, через отвори у якій виставили вперед довгі списи. Останні не давали супротивнику наблизитись, тоді як підпалене пір'я (повітря до якого нагнітали міхами по залізній трубці через кришку) наповнювало хід чадом, так що римляни виявились змушені покинути його.
Тим часом представники Етолійського союзу намагались отримати від римлян пом'якшення умов капітуляції. У попередні два роки сенат відмовлявся надати етолійцям прийнятні умови, проте тепер консул пішов їм назустріч та знизив суму штрафу удвічі. Були й інші виставлені умови (особливо важким для етолійців видавалась вимога виключити з союзу міста, котрі після 198 р. до н. е. були узяті римлянами чи перейшли на їх сторону добровільно) проте гірська область з нечисленним населенням не мала більше змоги противитись гегемону Середземномор'я.
На тлі цих обнадійливих для етолійців перемовин афаманський цар Амінандр, котрий узявся бути посередником, вмовив амбракійців капітулювати. Бійцям етолійських загонів, які змогли раніше увійти сюди, надали можливість безперешкодного проходу. Із наявного у місті майна вивезли лише статуї та картини (в колишній столиці епірських царів було багато творів мистецтва), крім того, амбракійці піднесли консулу в подарунок золотий вінок вагою у 150 фунтів.